# Вчера, днес и утре
„Вчера, днес и утре“ (на италиански: Ieri, oggi, domani) е италиански комедиен филм от 1963 година на режисьора Виторио Де Сика с участието на София Лорен и Марчело Мастрояни.

## Сюжет
Филмът се състои от три самостоятелни истории, които анализират връзките и взаимоотношенията на три двойки, имащи различна социална среда в три различни града на Италия. Главните роли и в трите се изпълняват от София Лорен и Марчело Мастрояни.
Първият сегмент, озаглавен „Аделина – Неапол“, е базиран на разказ на Едуардо Де Филипо, който е автор на сценария заедно с Изабела Куарантоти. В него главната героиня продава нелегално акцизни стоки и многократно избягва затвора, като забременява, възползвайки се от забраната за арест на бременни и родилки.
„Анна – Милано“ е базиран на разказ на Алберто Моравия, а сценарият е на Чезаре Дзаватини и Била Била. В него съпругата на едър индустриалец иска да демонстрира разкрепостеността си, като започне връзка със случаен познат, но бързо променя отношението си към него, когато той неволно поврежда луксозната ѝ кола.
Последният сегмент – „Мара – Рим“ е базиран на разказ на Чезаре Дзаватини, който е и автор на сценария. В него добре платена проститутка, вдъхновена от появата на племенник на съседите – млад семинарист, дава обет за сексуално въздържание, усложнява отношенията си със свой постоянен клиент.

## В ролите
| Изпълнител          | Роля                                      |
| ------------------- | ----------------------------------------- |
| София Лорен         | Аделина Сбарати / Анна Молтени / Мара     |
| Марчело Мастрояни   | Кармине Сбарати / Ренцо / Аугусто Рискони |
| Алдо Джуфре         | Паскуале Нардела (сегмент „Аделина“)      |
| Агостино Салвети    | д-р Вераче (сегмент „Аделина“)            |
| Лино Матера         | Амадео Скапече (сегмент „Аделина“)        |
| Текла Скарано       | сестрата на Вераче (сегмент „Аделина“)    |
| Силвия Монели       | Елвира Нардела (сегмент „Аделина“)        |
| Армандо Троваджоли  | Джорджио Ферарио (сегмент „Анна“)         |
| Тина Пича           | бабата (сегмент „Мара“)                   |
| Джани Ридолфи       | Умберто (сегмент „Мара“)                  |
| Дженаро Ди Григорио | дядото (сегмент „Мара“)                   |

## Награди и Номинации
- През 1965 година „Вчера, днес и утре“ получава Оскар за най-добър чуждоезичен филм на 37-ата церемония по връчване на наградите „Оскар“ произведението е отличено със статуетката в категорията „най-добър чуждоезичен филм“.[7]

| Награди                     | Награди                       | Награди           | Награди   |
| Награда                     | Категория                     | Име               | Резултат  |
| --------------------------- | ----------------------------- | ----------------- | --------- |
| Награди „Оскар“             | Най-добър чуждоезичен филм    |                   | награда   |
| Награди БАФТА               | Най-добър чуждестранен актьор | Марчело Мастрояни | награда   |
| Награди „Златен глобус“     | Приз – „Самуел Голдуин“       |                   | номинация |
| Награди „Давид на Донатело“ | Най-добър актьор              | Марчело Мастрояни | награда   |
| Награди „Давид на Донатело“ | Най-добра актриса             | София Лорен       | награда   |